# James Parkinson
James Parkinson (Shoreditch, Londres, 11 d'abril del 1755 - 21 de desembre del 1824) va ser metge clínic, sociòleg, botànic, geòleg, i paleontòleg britànic. Va dedicar part dels seus estudis a la gota, i va publicar alguns tractats sobre aquesta malaltia, però el llibre que li va donar més fama va ser An Essay on the shaking palse (1817) on descriu la paràlisi agitant, malaltia que avui porta el seu nom, malaltia del Parkinson.

## Biografia
James Pàrkinson va néixer a Shoreditch, Londres. Va ser fill de John Parkinson, un boticari i cirurgià a prop de Hoxton Square, a la ciutat de Londres.
El 1784, James Parkinson va aprovar l'examen de cirurgià the Corporation of London(en català, la corporació de Londres).
El 21 de maig del 1783 va contreure matrimoni amb Mary Dale, amb qui va tenir sis fills. Després de casar-se, James Parkinson ocupà al seu pare al treball a Hoxton Square.
Va morir el 21 de desembre del 1824 i va ser enterrat al cementiri de Sant Leonard.

## Aresta política
A part de ser metge, Parkinson va tenir un gran interès per la geologia i la paleontologia, així com a la política del seu país.
Parkinson va ser un gran lluitador per les persones que no tenien privilegis i un crític del govern de Pitt. A l'inici de la seva carrera es va casar, i per aquest motiu va començar a veure's involucrat en diverses causes i sempre va fer costat a la varietat social a Anglaterra.
Aquest moviment es va suportar en la Revolució Francesa i a la igualtat de drets entre els ciutadans. Va publicar a prop de 20 paperets al període posterior a la Revolució Francesa, on la classe política va entrar en un desordre. Va escriure sota el seu nom i amb el pseudònim "Old Hubert", va ser triat per a participar en les reformes socials.
James Parkinson va ser triat per a representar a la gent a la Cámara_de_los_Comunes_del_Reino_Unido (ctrl-clic)">''Cámara de los Comunes del Reino Unido'', la institució de parlaments anuals i vot universal.
Va ser membre de diverses societats polítiques secretes, inclosa the London_Corresponding_Society_for_Reform_of_Parliament_Representation (ctrl-clic)">''London Corresponding Society for Reform of Parliament Representation'' (en català, La Societat de Londres per la Reforma de la Representació Parlamentària). El 1974 els membres de l'organització van ser investigats abans que the Privy_Council (ctrl-clic)">''Privy Council'' (en català, Consell Privat) lliurés proves d'un pla per a assassinar al Rei Jorge II. Es va negar a testificar fins que va estar segur que no seria forçat a involucrar-se. El pla era utilitzar un dard de verí des d'una pistola per a fer que el govern del rei tingués un final prematur. Afortunadament per a Parkinson, el cas va ser ràpidament oblidat i no es van presentar càrrecs contra ell.

## Medicina
Parkinson va deixar la seva carrera política i entre els anys 1799-1807 va publicar un gran nombre de treballs relacionats amb la medicina, incloent-hi un treball relacionat amb la malaltia de la gota el 1805. També va ser redactor dels primers escrits sobre la peritonitis a la literatura mèdica d'Anglaterra.
Parkinson va ser la primera persona que va descobrir sistemàticament sis individus amb símptomes de la malaltia que porta el seu nom. Algo no corrent, per a la descripció, ell no examinava als seus pacients, però sí que els observava cada dia. Va ser Jean Martin Charcot qui va fixar el terme amb "La malaltia de Parkinson" després de seixanta anys del seu descobriment.
Parkinson a més a més va tenir un gran interès per a millorar la salut i el benestar de la població. Va escriure algunes doctrines mèdiques que va esposar un gran interès per la salut de la gent, tal com ho va fer a la seva carrera política. Va ser un gran defensor de la protecció legal dels malalts mentals, així com als metges i famílies.
El 1812, Parkinson va assistir amb el seu fill al primer cas d'apendicectomia a Anglaterra, i a la primera ocasió que la primera perforació va ser mostrada com la causa de la mort del pacient.

## Aportació a les ciències
L'interès de Parkinson gradualment va ser canviat des de la medicina a la naturalesa, especialment pel que fa al camp de la geologia i la paleontologia.
Va començar a col·leccionar algunes espècies i dibuixos de fòssils a finals del segle xviii. Va invitar els seus fills i amics per a recollir i observar els fòssils d'animals i plantes. Els seus intents per aprendre més sobre la identificació i interpretació de fòssils es van veure frustrats a causa de l'escassesa de publicacions relacionades amb el tema, per la qual cosa va prendre la decisió de millorar els elements ja existents, escrivint la seva pròpia introducció a l'estudi dels fòssils.
El 1804, va publicar el primer volum de "Organic Remains of the Former World" (en català, "Restes orgàniques del món anterior"). Gideon Mantell va dir que "és el primer intent de donar una visió familiar i científica dels fòssils". El segon volum va ser publicat el 1808 i el tercer el 1811. Parkinson va il·lustrar cada volum, algunes vegades en colors, i que posteriorment, les plaques les reusa Gideon Mantell.
El 1822 va publicar el més curt "Elements of Oryctology: an Introduction to the Study of Fossil Organic Remains, especially of those found in British Strata".
Parkinson també va contribuir amb diversos escrits a la revista "Journal of Natural Philosophy, Chemestry and the Arts" (en català "Un diari de la Filosofia Natural, Química i les Arts"), de William Nicholson; i el primer, segon i cinquè volum de "Geological Society?s Transactions" (en català, "Transaccions de la Societat Geològica").

## Abreviatura
L'abreviatura J. Parkinson s'empra per a indicar a James Parkinson com a autoritat a la descripció i classificació científica dels vegetals. (Vegeu llistat de spp. signades per aquest autor en IPNI).

## Principals obres
- Some account on the effects of lightening (1787)
- The chemical pocked Book (1800)
- Medical Admonitions to Families (1801)
- The Villager's Friend & Physician (1804)
- Observations on the Nature & Cure of Gout (1805)
- Case of diseased appendix vermiformis (1812)
- Essay on the Shaking Palsy (1817)